# Хе.. (царь дерронов)
Хе.. (Екс..) — вероятный царь фракийского племени дерронов, известный только по монетам.
О предполагаемом царе фракийского племени дерронов, начало чьего имени реконструировано И. Своронасом и Т. Д. Златковской как «Хе», а Е. Петровой как «Екс» (?), известно лишь из обнаруженного нумизматического материала, датируемого концом VI — началом V веков до н. э. На этих монетах изображён бородатый мужчина с кнутом, управляющий повозкой с двумя быками. Над спиной быка символ солнца. Также, возможно, присутствует трискелий. Как отметила Златковская, эти монеты полностью совпадают с монетами дерронов. По замечанию советской исследовательницы, и те и другие вводились в обращение в одно время — очевидно, что не было разницы, от имени племени или правителя их выпускать. Эта особенность ранней монетной чеканки у южных фракийцев является уникальной в истории. Видимо, в этот переходный период развития общества власть народа не противопоставлялась власти царя, мало отличавшегося от племенного вождя. Аналогично, возможно, распределялись и иные функции управления.